# 澤萊諾特羅平斯凱
46°16′25″N 32°26′34″E / 46.27361°N 32.44278°E
澤莱諾特羅平斯凯（烏克蘭語：Зеленотропинське）是位於烏克蘭南部的村莊，由赫爾松州斯卡多夫斯克區的多利馬蒂夫卡市鎮負責管轄。該村始建於1890年，面積1.3平方公里，海拔高度14米，2001年人口514，人口密度每平方公里395.4人。